# TBシリーズ
TBシリーズは、タミヤよりリリースされている電動RCカーモデルのシャーシ名称である。
ハイエンドシャーシである「TBエボリューションシリーズ」についても、TB-01以降の車体設計の基礎になっていることから後述する。

## 概要
タミヤのラジコンの主流であるTAシリーズがTA03からベルトドライブに移行したのに伴い、新たにシャフトドライブ方式のマシンを開発。TB-01として登場。駆動効率の高さから、TAシリーズと共にタミヤRCの主流となっている。

## TBシリーズ

### TB-01系
同社のエンジンカーTG10 Mk1の電動バージョンといった内容のモデルである。TB-02の登場に伴いカタログ落ちしていたが、2009年にレーシングトラック「レバント」のベース車として復活を果たした。
- TB-01（オフロード） 　1999年12月登場

名称はTAの次だからTBという理由でつけられた。このシャーシは発売開始時はオフロードモデルとして、ラリーブロックタイヤや防塵カバー、ラリー系のボディにドライバーフィギュアといったパーツを装備していた。当時タミヤの主力であるTA03と比べ、駆動効率に優れ、重心位置の低さからユーザーの手によってオンロードでも使用された。これがオンロード用での発売につながっていく。
- TB-01（オンロード）

オフロードモデルと比べて、ギヤが金属製からプラスチック製に、防塵カバーの廃止やスリックタイヤの付属といった変更を受け、レイブリックNSX（2000年仕様）として発売された。オプションでロングサスアームセットやカーボンデッキコンバージョンも販売されTBエボリューションシリーズへの布石となった。

### TB-02系
- TB-02　　2003年12月登場

TBエボリューションIIIをベースとしたバスタブシャーシのマシン。前後ともボールデフを採用。駆動系やサスペンションはそのまま流用されていたため、エボIIIの性能を受け継いでいたが、若干ホイールベースが伸ばされていたためにプロペラシャフトとフロントベベルギヤの噛み合わせが悪く、しばしばこの部分でトラブルが発生した。その後プロペラシャフト自体が若干長くなっており、このトラブルに対処している。
- TB-02R　　2005年2月登場

上記TB-02に樹脂製ギヤカバーに代えてカーボンブレイスやカーボン製バッテリーホルダーを搭載。足回りもTBエボリューションIVで採用されているリバーシブルサスペンションやTRFダンパー、スタビライザーを搭載したレーシングモデル、スポット生産。
- TB-02D　　2007年9月登場

TB-02のコンポーネンツはそのままに、TRFダンパーやドリフトタイヤを装備したマシン。スポット生産。

### TB-03系
- TB-03　　2008年6月登場

TB-02まで使用されていた、前後のベベルギヤをつなぐプロペラシャフトを3分割仕様とし整備性を向上。前後ともボールデフを採用。足回りはショートタイプのリバーシブルサスアームとTRF416用のアップライトを使用。フロントサスペンションをTA05-IFSで使用されているインボードタイプを採用。よりフロントボンネットが低いボディでも無理なく搭載できるようになった。
組み立てキット採用例：「ARTA Garaiya」、「XANAVI NISMO GT-R（R35）」、「TAKATA 童夢 NSX」、「ORC 雨宮 SGC-7」、「カルソニック IMPUL GT-R（R35）」
- TB-03D　2008年12月登場[6]

TB-03のフロントサスペンションを従来のアウトボードに戻し、ドリフトタイヤを装備したマシン。
- TB-03R　2010年3月登場[7]

TB-03に豊富なオプションを組み込んだ限定モデル。樹脂パーツは強化品へと置き換えられている。フロントサスペンションの形式をインボードタイプまたはアウトボードタイプのいずれかを選択可能。IFS用アルミ製ロッカーブリッジを専用部品として装備。
- TB-03 VDS　2011年7月登場[8]

TB-03ベースのドリフトシャーシ。メインフレームは2.5mm厚のカーボン。重量バランス最適化のため右サイドにバッテリー、左サイドにモーター、サーボ、ESCを配置と、ほぼ別物のシャーシになっている。

### TB-04系
- TB-04

TB-03のモーター搭載方法を、縦置きから横置きに変更したシャーシ。加速時の車体のロールが改善され、スロットルによる前後荷重移動が可能になった。TB-03との共通点が多く、オプションパーツやボディ等の多数を流用可能。モーターの搭載方法を変更したのと引き換えに、ベベルギヤが増え、モーターも外側に寄ったため、駆動効率はTB-03に少し劣り、左右のバランスも偏りやすくなっている。ブラシモーターよりもブラシレスモーターの方がシャーシ中央側にモーター搭載位置を寄せられる。またTB-03と違い、ギヤボックスが密閉されなくなったため、走行場所には注意が必要。
組み立てキット採用例：「ラ フェラーリ」、「ENEOS SUSTINA RC F」、「RAYBRIG NSX CONCEPT-GT」
- TB-04 PRO　2013年9月登場[14]

TRFショートダンパー装備。TB-04系の中では最初に発売された。
- TB-04 PRO II　2014年6月登場[15]

TB-04 PROに改良が入り、足まわりがTRF418と同じ仕様に変更され、ビスが六角穴ビスに変更された。
- TB-04R　2015年5月登場[16]

オプションパーツが多数盛り込まれて登場。TRFビッグボアダンパーを装備し、主要樹脂部品は強化樹脂に。駆動系はそれまでの前後ギヤデフから、フロント･ダイレクト、リヤ･ギヤデフに変更。ミッションシャフト類も軽量のアルミに置き換えられ、フロントにダブルカルダンを装備する等、より戦闘力が強化されている。

## TBエボリューションシリーズ
バスタブシャーシを使用したTB0x系とは独自の進化を遂げているマシン。カーボン製ダブルデッキシャーシを使用したコンペティションマシンである。

### TBエボリューション
- TBエボリューション　　2000年9月先行発売、12月登場

2000年9月のプラモデルラジコンショーで先行販売、そして12月に一般販売された。TB01で採用されたロングサスアームを標準装備し完全なオンロードレースモデルとして登場した。1/8エンジンカーであるTGRの駆動系や足回りを流用したため若干の低重心化に成功したが、そのせいで重量過多気味だった。また共通のバルクヘッドを持つTGRやTG10Rと同様にセッティングの幅は非常に狭かった。

### TBエボリューションII
- TBエボリューションII　　2001年12月登場

初代TBエボリューションをベースに、先に発売されたタミヤトップモデル「TRF414M」の足回りの理念を取り入れたモデル。駆動系では、ホイールハブがTGRと同じスプライン継ぎ手だったものがオーソドックスなピン止めタイプになり軽量化と互換性がUPした。また、バルクヘッド上部にアッパーアームのピボットを移動したことによりアッパーアーム長が伸び、またTRF414Mでも採用されていたアルミサスマウント（TRF414M、TBエボⅢ～5と互換性あり）を使用したことでセッティングの幅が大幅UP。特にリアにオプションの「サス・セッティングパーツセット（限定パーツ）」を入れることで最大3度までトーインをつけられる様になった事で安定性が格段に向上した。だが、同社のエンジンカーTGXから長年採用され続けてきた、大きめのデフサイズは相変わらず駆動系の重量増の原因となり、またアルミバルクヘッドの採用は重かった重量をさらに重くするという結果になってしまう。

### TBエボリューションIII
- TBエボリューションIII　　2002年12月登場

エボIIが初代エボのマイナーチェンジ版だったのに対し、こちらはフルモデルチェンジ。足回りはTA04のものを流用。デフギヤもF201のものを流用することで大幅に小型化&軽量化。モーター搭載位置もTB01から続く左側から、右側に変更された。
- TBエボリューションIII スリカーン・リミテッド　　2003年5月登場

2003年2月のタイ国際ツーリングカー選手権で、モディファイド、ストックの両クラスを制したスリカーン・チャイダスリア選手のTBエボリューションIII記念限定モデル。アルミパーツにはレッドアルマイトが施され、シャーシメインフレームは3mm厚のカーボンを使用。さらにアルミ製のアッパアームピボットを装着することでセッティングの幅を広けるだけでなく、マシン全体の強度も上がっている。

### TBエボリューションIV
- TBエボリューションIV　　2004年7月登場

前後サスアームにはリバーシブルタイプを採用。また、3分割アルミ製プロペラシャフトを採用した。3分割タイプにより、シャーシがロールした時のフリクションロスを軽減することが可能になる。スロットルオフ時の駆動ロスを大幅に減少し、耐久性もアップした。アルミパーツにはブルーアルマイト仕上げが施されている。シャーシメインフレームはカーボンの2.5mm厚でエボIIIスリカーンより薄くなっている。
- TBエボリューションIV MS　　2005年3月登場

エボIVでは前後ギヤボックスのアルミバルクヘッドが3分割型だったが、それを一体型に変更することで強度をあげた。また、リヤスタビライザーの取り付け方を変更し、アルミモーターヒートシンクを新たに装備した。「MS」とはMaezumi Styleの略である。

### TBエボリューション5
- TBエボリューション5　　2006年6月登場

エボIVに採用されているリバーシブルサスペンションよりショートタイプのショートリバーシブルサスアームを装備。サスマウントの幅を広げることができ、セッティングの幅が広がる。ボールベアリングが圧入された新型ステアリングアームも装備。コーナーリングがよりスムーズに。エボIVから引き続いて、前後アルミバルクヘッドは一体型である。
- TBエボリューション5 MS　　2008年6月登場

カーボン製アッパーデッキを2.0mmから2.5mm厚に変更。アップライトはTRF416のものを流用。ステアリングも再設計。リヤ側のアッパーデッキ形状を見直すことで整備性も確保できた。

### TB EVO.6
- TB EVO.6　　2014年6月登場[17]

アッパー2.0mm、ロワ2.25mmのカーボンダブルデッキフレーム。モーターは左サイドに横置き。TB-04と良く似たレイアウトだが軽くしなやかに纏まっている。前後デフケースやギヤ周りはTB-04と共通だが、センターバルクヘッドはモーターとセンターベベルギヤを一体構造とする独特のアルミマウントを採用し、シャフト類にも差がある。ドライブトレインはフロント･ダイレクト、リヤ･ギヤデフ。サーボマウントはシャーシのロールを妨げない片持ちタイプ。サスアーム、アップライトはTRF418と同形状。ダンパーは専用のビッグボアタイプTRFショートダンパー。フロントにはダブルカルダンシャフトを装備。
- - TB EVO.6 ブラックバージョン　　2015年3月登場[18]

TB EVO.6のアルミパーツをブラックアルマイトで仕上げた限定モデル。
- - EXO-SIX CHASSIS CONVERSION FOR EVO6

アメリカのR/Cブランド、EXOTEK (エクソテック) よりリリースされた、TB EVO.6シャーシのコンバージョンキット。モーター搭載方法を従来通りの縦置きに戻してベベルギヤを削減、駆動効率を重視した。コンバージョンキットなので別途TB EVO.6が必要。オプションでTB-04のコンバージョンを可能にするパーツもある。
- TB EVO.6 MS　　2016年6月発売[21]

TB EVO.6の進化版。ロワデッキが2mm厚のアルミ製となり、シャーシのねじれを抑えてハイグリップ路面に対応した。アルミセンターバルクヘッドにも改良が加えられている。アルミプロペラシャフトは20％軽量化。一体型スタビライザーストッパーも採用された。

### TBエボリューション7
- TB エボリューション7　　2017年10月登場[22]

TB EVOシリーズの第7世代モデル。ロワデッキは2mm厚のアルミ製でモーターは搭載位置が3箇所から選べる。モーター横置きは廃止された。アッパーデッキは無く、ピッチング剛性の確保にはセンターブレースを利用している。TRF-SSBBダンパーを標準装備。ドライブトレインはフロント･ダイレクト、リヤ･ギヤデフ。フロントにはダブルカルダンシャフトを装備。モーターの搭載位置変更時にはデフを逆向きに入れる等、パーツの組み換えが必要になる。